# Nuccia Natali
Giuseppina Natali, detta Nuccia (Milano, 7 agosto 1907 – Milano, 6 luglio 1963), è stata una cantante italiana.

## Biografia
Iniziò la sua carriera come cantante lirica interpretando Il barbiere di Siviglia di Gioachino Rossini, e La bohème di Giacomo Puccini. Successivamente fece parte della compagnia d'operetta dell'EIAR, dove conobbe e sposò il cantante spezzino Aldo Masseglia, dal quale avrà la figlia Rosella. Proprio grazie a lui, Nuccia Natali conoscerà il mondo della radio, ed inizierà la sua carriera, potendo così esaltare le sue doti di soprano con la musica leggera, lo swing ed il jazz.
Fu dunque molto attiva tra gli anni trenta e anni quaranta, raggiungendo una vasta popolarità fra il pubblico dei radioascoltatori, ma incise anche moltissimi dischi, fra cui si ricordano Un'ora sola ti vorrei, È arrivato l'ambasciatore, valzer brillante inciso con il Trio Lescano e l'Orchestra Cetra, le cui note accompagnavano la visita di Neville Chamberlain, giunto a Roma per rinnovare gli accordi fra l'Italia e l'Inghilterra e Madonna malinconia, registrata nel 1941 con Pippo Barzizza.
È morta nel 1963 all'età di 55 anni a seguito di un male incurabile.